# Round Round
«Round Round» es el segundo sencillo del álbum Angels With Dirty Faces del grupo de pop británico Sugababes. Es también su segundo número uno en su país, donde se mantuvo durante 13 semanas en el Top 75, 5 de ellas en el Top 10. En total, en el Reino Unido vendió 255.000 copias en promedio. En la lista mundial de ventas de sencillos, llegó a la sexta posición y en la lista de los 40 más vendidos del 2002 en el Reino Unido se quedó en la posición n.º 17. El sencillo vendió 4 300 000 copias a nivel mundial en ese año.

## Vídeoclip
El videoclip muestra al grupo cantando en una plataforma redonda giratoria, rodeada de una especie de "tornado". Alrededor hay unas cárceles donde hay una multitud prisionera. El "tornado" aspira unas gafas de sol y un anillo de platino de la multitud. Cuando llega la tercera estrofa (la estrofa solista de Heidi), la plataforma y el "tornado" dejan de girar. En el estribillo final, parece que el "tornado" ha desaparecido.

## Listas de éxitos
| Lista (2002)                                | Posición |
| ------------------------------------------- | -------- |
| Australia (ARIA)                            | 13       |
| Austria (Ö3 Austria Top 40)                 | 8        |
| Bélgica (Valonia) (Ultratip Bubbling Under) | 3        |
| Bélgica (Flandes) (Ultratop 50)             | 16       |
| Dinamarca (Tracklisten)                     | 3        |
| Francia (SNEP)                              | 71       |
| Alemania (Media Control AG)                 | 15       |
| Hungría (Rádiós Top 40)                     | 10       |
| Irlanda (IRMA)                              | 2        |
| Italia (FIMI)                               | 7        |
| Países Bajos (Mega Single Top 100)          | 8        |
| Nueva Zelanda (Recorded Music NZ)           | 2        |
| Noruega (VG-lista)                          | 4        |
| Suecia (Sverigetopplistan)                  | 11       |
| Suiza (Schweizer Hitparade)                 | 4        |
| Reino Unido (UK Singles Chart)              | 1        |